# Dipartimento di Islas del Ibicuy
Islas del Ibicuy è un dipartimento argentino, situato nella parte sud-orientale della provincia di Entre Ríos, con capoluogo Villa Paranacito. Esso è stato istituito il 4 maggio 1984.

## Geografia fisica
Esso confina con la repubblica dell'Uruguay, la provincia di Buenos Aires e con i dipartimenti di Gualeguay e Gualeguaychú. Il dipartimento affaccia anche sul Río de la Plata, ossia l'estuario formato dal fiume Uruguay e dal fiume Paraná.

## Società

### Evoluzione demografica
Secondo il censimento del 2001, su un territorio di 4.500 km², la popolazione ammontava a 11.498 abitanti, con un aumento demografico del 7,54% rispetto al censimento del 1991.

## Amministrazione
Nel 2001 il dipartimento comprendeva:
- 3 comuni (municipios in spagnolo):
  - Ceibas
  - Puerto Ibicuy
  - Villa Paranacito
- 2 centri rurali (centros rurales de población in spagnolo):
  - Médanos
  - Ñancay